# Щеврик новозеландський
Ще́врик новозеландський (Anthus novaeseelandiae) — вид горобцеподібних птахів родини плискових (Motacillidae). Ендемік Нової Зеландії. Раніше вважався конспецифічним з австралійським щевриком.

## Опис
Довжина птаха становить 16-19 см, вага 40 г. Забарвлення переважно коричневе, обличчя світле, через очі проходятть коричневі смуги, над очима світді "брови". Крила поцятковані темними смужками, хвіст темний. Нижня частина тіла світла. Лапи довгі, рожевувато-коричневі. Дзьоб тонкий, коричневий.

## Підвиди
Виділяють чотири підвиди:
- A. n. novaeseelandiae (Gmelin, JF, 1789) — Північний і Південний острови та острів Стюарт;
- A. n. chathamensis Lorenz von Liburnau, L, 1902 — Оклендські острови і острови Кемпбелл;
- A. n. aucklandicus Gray, GR, 1862 — острови Чатем;
- A. n. steindachneri Reischek, 1889 — острови Антиподів.

## Поширення і екологія
Новозеландські щеврики живуть на луках, пасовищах, полях та інших відкритих рівнинах. Живляться дрібними безхребетними: жуками, павуками і личинками комах, а також насінням трав. Сезон розмноження починається в серпні. Гніздо невелике, чашоподібне. розміщується в густій траві або серед каміння. Самиця робить його з трави. В кладці від 2 до 5 (найчастіше 3-4) жовтуватих яєць, поцяткованих коричневими плямками. Інкубаційний період триває 14-15 днів. Пташенята покидають гніздо через 14-16 днів після вилуплення. За ними доглядають і самиці, і самці.